# Jack MacGowran
John Joseph MacGowran, detto Jack (Dublino, 13 ottobre 1918 – New York, 30 gennaio 1973), è stato un attore irlandese.

## Biografia
Iniziò la carriera artistica come interprete teatrale, lavorando presso l'Abbey Theatre di Dublino e comparendo in numerosi lavori del drammaturgo Samuel Beckett.
La sua carriera cinematografica iniziò in patria con il film No Resting Place (1951), e negli anni successivi interpretò diverse pellicole di ambientazione irlandese, come Un uomo tranquillo (1952) e Storie irlandesi (1957), entrambe di John Ford, The Gentle Gunman (1952) di Basil Dearden, e Darby O'Gill e il re dei folletti (1959) di Robert Stevenson.
Nel 1966 fece parte del cast del film Cul-de-sac, un thriller psicologico diretto da Roman Polański. Tra le altre sue apparizioni di rilievo, da ricordare: The Titfield Thunderbolt (1953), Tom Jones (1963), Il dottor Živago (1965), Come ho vinto la guerra (1967), Per favore non mordermi sul collo! (1967), quest'ultimo nuovamente per la regia di Polański.
MacGowran morì nel 1973 per le conseguenze dovute a un'epidemia influenzale, proprio al termine delle riprese del film L'esorcista di William Friedkin, dove interpretava il ruolo di Burke Dennings (personaggio che muore anch'esso nel film).

## Vita privata
Sposato dal 1963 con Aileen Gloria Nugent, da lei ebbe una figlia anch'ella divenuta attrice, Tara MacGowran.

## Filmografia parziale

### Cinema
- No Resting Place, regia di Paul Rotha (1951)
- Un uomo tranquillo (The Quiet Man), regia di John Ford (1952)
- The Gentle Gunman, regia di Basil Dearden (1952)
- Terrore sul treno (Time Bomb), regia di Ted Tetzlaff (1953)
- The Titfield Thunderbolt, regia di Charles Crichton (1953)
- Raiders of the River, regia di John Haggarty (1956)
- Jacqueline, regia di Roy Ward Baker (1956)
- Sailor Beware!, regia di Gordon Parry (1956)
- Manuela, regia di Guy Hamilton (1957)
- Storie irlandesi (The Rising of the Moon), regia di John Ford (1957)
- Il drago degli abissi (Behemoth, The Sea Monster, The Giant Behemoth), regia di Eugène Lourié e Douglas Hickox (1959)
- Darby O'Gill e il re dei folletti (Darby O'Gill and the Little People), regia di Robert Stevenson (1959)
- L'inchiesta dell'ispettore Morgan (Blind Date), regia di Joseph Losey (1959)
- Gli spettri del capitano Clegg (Captain Clegg), regia di Peter Graham Scott (1962)
- L'uomo che vinse la morte (The Brain), regia di Freddie Francis (1962)
- Tom Jones, regia di Tony Richardson (1963)
- Cerimonia infernale (The Ceremony), regia di Laurence Harvey (1963)
- Il magnifico irlandese (Young Cassidy), regia di Jack Cardiff (1965)
- Lord Jim, regia di Richard Brooks (1965)
- Il dottor Živago (Doctor Zhivago), regia di David Lean (1965)
- Cul-de-sac, regia di Roman Polański (1965)
- Come ho vinto la guerra (How I Won the War), regia di Richard Lester (1967)
- Per favore, non mordermi sul collo! (The Fearless Vampire Killers), regia di Roman Polański (1967)
- Onyricon (Wonderwall), regia di Joe Massot (1968)
- Age of Consent, regia di Michael Powell (1969)
- Fate la rivoluzione senza di noi (Start the Revolution Without Me), regia di Bud Yorkin (1970)
- Re Lear (King Lear), regia di Peter Brook (1971)
- L'esorcista (The Exorcist), regia di William Friedkin (1973)

### Televisione
- Missione segreta (Espionage) – serie TV, episodio 1x05 (1963)

## Doppiatori italiani
- Gianfranco Bellini in L'uomo che vinse la morte, Cul-de-sac
- Oreste Lionello in Re Lear, L'esorcista
- Stefano Sibaldi in Un uomo tranquillo
- Carlo Romano in L'inchiesta dell'ispettore Morgan
- Gino Baghetti in Il dottor Zivago
- Bruno Persa in Per favore, non mordermi sul collo!